# (Crack It) Something Going On
„(Crack It) Something Going On” – dziewiąty singel fińskiego zespołu Bomfunk MC’s z gościnnym udziałem Jessiki Folcker, który został wydany w 2002 roku. Został umieszczony na albumie Burnin’ Sneakers. Został oparty na samplach utworu I Know There’s Something Going On szwedziej piosenkarki Fridy (członkini zespołu ABBA) którego autorem jest Russ Ballard. Główny DJ zespołu JS16 oraz Raymond Ebanks są autorami "nowej" części nagrania.

## Lista utworów
- CD singel (2002)[1]

1. „(Crack It) Something Going On” (Original) – 3:47
2. „(Crack It) Something Going On” (Beats'n'Styles Remix) – 4:45
3. „(Crack It) Something Going On” (Extended) – 4:52
4. „Pam Pam” – 4:20

Video „Life Your Life” – 3:53

## Notowania na listach sprzedaży
| Kraj              | Lista (2002/2003) | Najwyższa pozycja | Certyfikat |
| ----------------- | ----------------- | ----------------- | ---------- |
| Norwegia          | Top 20 Singles    | 2                 | złoto      |
| Finlandia         | Top 20 Singles    | 3                 |            |
| Szwecja           | Top 60 Singles    | 4                 |            |
| Niemcy            | Top 100 Singles   | 10                |            |
| Włochy            | Top 20 Singles    | 15                |            |
| Austria           | Singles Top 75    | 19                |            |
| Belgia (Flandria) | Ultratop 50       | 31                |            |
| Szwajcaria        | Top 100 Singles   | 70                |            |